# Liroetiella sallehnori
Liroetiella sallehnori là một loài bọ cánh cứng trong họ Chrysomelidae. Loài này được Mohamedsaid miêu tả khoa học năm 1998.